# The Howling Man
"The Howling Man" is een aflevering van de Amerikaanse televisieserie The Twilight Zone.

## Plot

### Opening
The prostrate form of Mr. David Ellington, scholar, seeker of truth and, regrettably, finder of truth. A man who will shortly arise from his exhaustion to confront a problem that has tormented mankind since the beginning of time. A man who knocked on a door seeking sanctuary and found instead the outer edges of the Twilight Zone.
— Rod Serling

### Verhaal
Het verhaal van de aflevering wordt verteld als een flashback door een Amerikaan genaamd David Ellington. Terwijl hij een wandeling maakte door het Europa van kort na de Eerste Wereldoorlog, verdwaalde hij. Verrast door een regenbui zocht hij onderdak in een kasteel, maar kreeg te horen dat hij onmiddellijk moest vertrekken. Hij verloor echter het bewustzijn.
Toen hij bijkwam, hoorde hij een wolfachtig gehuil en onderzocht dit. In de kelders van het kasteel vond hij een man in een cel. De man beweerde een gevangene te zijn van een gestoorde sekte. Hij zou zijn opgesloten omdat hij zijn geliefde had gekust. Ellington werd betrapt terwijl hij met de man in gesprek was en moest de leider van de sekte ontmoeten: Broeder Jerome. Die vertelde hem dat de man de kelder niemand minder was dan Satan. Hij was door de sekte gevangen en opgesloten met de “Staf van de waarheid” toen hij naar het dorp kwam om corruptie te zaaien onder de bevolking. Door zijn opsluiting kwam de Eerste Wereldoorlog tot een einde. Ellington nam dit verhaal niet serieus, maar uit angst voor zijn veiligheid deed hij alsof hij Jerome geloofde. Jerome had echter door dat Ellington hier niets van meende en liet hem continu in de gaten houden.
Ellington wachtte tot de bewaker in slaap was gevallen en ging weer naar de cel toe. Daar verwijderde hij op aandringen van de man de staf die de celdeur gesloten hield. Maar nauwelijks was de gevangen man vrij, of hij nam de gedaante van Satan aan en verdween. Jerome vond de bewusteloze Ellington later en verklaarde dat het onvermogen om de duivel te herkennen nog altijd de mensheids grootste zwakheid is.
Daarmee eindigt de flashback. Ellington vertelt een schoonmaakster in een hotel dat hij sinds die dag zijn leven heeft gewijd aan het opjagen van de duivel om zijn fout goed te maken. Hij is hier nu eindelijk in geslaagd; de duivel zit opgesloten in een kamer en zal spoedig naar het kasteel worden teruggebracht. Hij waarschuwt de sceptische schoonmaakster de staf die de deur gesloten houdt niet te verwijderen. Maar nauwelijks is Ellington de kamer uit, of ze doet dit toch.

### Slot
Ancient folk saying: 'You can catch the Devil, but you can't hold him for long.' Ask Brother Jerome. Ask David Ellington. They know, and they'll go on knowing to the end of their days and beyond--in the Twilight Zone.
— Rod Serling

## Rolverdeling
- H.M. Wynant : David Ellington
- John Carradine : Broeder Jerome
- Robin Hughes : The Howling Man
- Frederic Ledebur : Broeder Christophorus
- Ezelle Poule: schoonmaakster

## Achtergrond
Dit was de eerste uitgezonden aflevering van het tweede seizoen die niet was geschreven door Rod Serling. In plaats daarvan was het scenario van deze aflevering geschreven door Charles Beaumont, gebaseerd op een van zijn eigen verhalen die hij in 1960 publiceerde. In zijn verhaal hadden de monniken de duivel gevangengezet met een kruis voor de celdeur, maar de producers vreesden dat als ze dit in de aflevering zouden verwerken ze klachten zouden krijgen van religieuze gemeenschappen. Daarom werd de “staf van de waarheid” gebruikt.
De transformatiescène waarin de duivel zijn ware gedaante aanneemt staat bekend als een “complete make-up vervanging uitgevoerd voor de camera zonder tussenstukjes”. Dit effect werd bereikt door make-up in de kleuren rood en groen op het gezicht van acteur Robin Hughes aan te brengen, en deze met respectievelijk rode en groene lampen onzichtbaar of zichtbaar te maken.